# 麥克弗森縣 (內布拉斯加州)
麥克弗森縣（英語：McPherson County）是美國內布拉斯加州中西部的一個縣。面積2,227平方公里。根據美國2000年人口普查，共有人口533人。縣治特賴恩 (Tyron)。
成立於1887年3月31日。縣名紀念在亞特蘭大之役中戰死的詹姆斯·B·麥克弗森。